# Krok za krokam
Krok za krokam (biał. Крок за крокам, pol. Krok za krokiem) – trzeci album studyjny białoruskiego zespołu rockowego :B:N:, wydany 25 września 2012 roku. Znalazło się na nim czternaście premierowych utworów oraz cover piosenki „Czyrwonaja ruża” białoruskiej grupy folk rockowej Piesniary. Początkowo muzycy planowali wydać album dwa lata wcześniej, jednak z powodu problemów finansowych musieli odłożyć jego nagranie w czasie. Premiera płyty miała miejsce na stronie Euroradio, natomiast jej prezentacja odbyła się 10 października 2012 roku w mińskim klubie Re:Public.

## Lista utworów
| Nr  | Tytuł utworu                        | Oryginalna pisownia tytułu | Długość |
| --- | ----------------------------------- | -------------------------- | ------- |
| 1.  | „Zrabi siabie sam”                  | «Зрабі сябе сам»           | 3:58    |
| 2.  | „Krok za krokam”                    | «Крок за крокам»           | 4:26    |
| 3.  | „Naprykancy”                        | «Напрыканцы»               | 3:54    |
| 4.  | „Inszy”                             | «Іншы»                     | 5:33    |
| 5.  | „My idziem razam”                   | «Мы ідзем разам»           | 3:10    |
| 6.  | „Praz tumany”                       | «Праз туманы»              | 4:17    |
| 7.  | „Nas niama”                         | «Нас няма»                 | 4:36    |
| 8.  | „Na rostaniach”                     | «На ростанях»              | 4:13    |
| 9.  | „Moj zorny czas”                    | «Мой зорны час»            | 2:16    |
| 10. | „Wyraju niama”                      | «Выраю няма»               | 3:34    |
| 11. | „Moj szalony dzień”                 | «Мой шалёны дзень»         | 3:44    |
| 12. | „Klub 27”                           | «Клюб 27»                  | 3:08    |
| 13. | „Sens”                              | «Сэнс»                     | 4:23    |
| 14. | „Razwitalnaja”                      | «Развітальная»             | 4:43    |
| 15. | „Czyrwonaja ruża” (cover Piesniary) | «Чырвоная ружа»            | 3:34    |
|     |                                     |                            | 59:29   |

## Twórcy
- Alaksandr Lutycz – gitara, śpiew
- Maksim Litwiniec – gitara
- Alaksandr Zajcau – gitara basowa, teksty (utwory 2, 5, 9, 13, 14)
- Dzmitryj Charytanowicz – perkusja
- Maksim Iwaszyn – klawisze (gościnnie, utwory 1, 6, 8, 10)
- Łukasz Stepaniuk – klawisze (gościnnie, utwory 4, 7)
- Ramuald Paźniak – perkusja (gościnnie, utwory 1-14)
- Kaciaryna Muratawa – wokal (gościnnie, utwór 7)
- Siarhiej Maszkowicz – teksty (utwory 1, 4, 7, 8, 10, 14)
- Jauhien Buzouski – teksty (utwory 3, 6, 11, 12)[5]